# Oxbow (Dakota du Nord)
Pour les articles homonymes, voir Oxbow.
La ville américaine d’Oxbow est située dans le comté de Cass, dans l’État du Dakota du Nord. Elle comptait 305 habitants lors du recensement de 2010.

## Démographie
| 1990 | 2000 | 2010 | - | - | - |
| ---- | ---- | ---- | - | - | - |
| 100  | 248  | 305  | - | - | - |

## Source
- (en) Cet article est partiellement ou en totalité issu de l’article de Wikipédia en anglais intitulé « Oxbow, North Dakota » (voir la liste des auteurs).